# دونيا بريشيتش
دونيا بريشيتش (بالكرواتية: Dunja Prćić) مواليد 17 فبراير 1987 في سوبتيتسا، جمهورية يوغوسلافيا الاشتراكية الاتحادية، هي لاعبة كرة سلة كرواتية معتزلة. بدأت مسيرتها الاحترافية في سنة 2003. اعتزلت اللعب في 2014.

## المسيرة الاحترافية
لعبت مع نادي بارتيزان لكرة السلة للسيدات من سنة 2009 إلى 2012، ثم لعبت مع نادي نوفي زغرب لكرة السلة في سنة 2012، ثم لعبت مع نادي بارتيزان لكرة السلة للسيدات في موسم 2013–2014.

## روابط خارجية
- دونيا بريشيتش على موقع كرة السلة الأوروبية.كوم (الإنجليزية)
- دونيا بريشيتش على موقع بروبوليرز (الإنجليزية)